# Osun
L'Osun è uno Stato federato della Nigeria; il suo territorio confina a nord con il Kwara, a sud con l'Ogun, a ovest con l'Oyo, a est con l'Ondo e l'Ekiti.
La sua capitale è Osogbo dove risiede la famosa università dedicata a Obafemi Awolowo. Questi è stato il leader carismatico dell'AG (Action Group), il vecchio partito Yoruba degli anni sessanta e settanta.
L'Osun è il classico Stato Yoruba, dove cristiani, animisti e musulmani convivono pacificamente insieme. Naturalmente, come in ogni stato nigeriano, nell'Osun sopravvivono alcune "bande della Shari'a" che agiscono nella malfamata periferia di Osogbo compiendo atti di violenza.
Pur essendo uno Stato piuttosto piccolo, l'Osun è densamente popolato e supera i 4 milioni di abitanti divisi in 30 province.
- Etnie: Yoruba (Ife, Ijesha, Oyo, Ibolo, Igbomina)
- Religione: Musulmani 60% Cristiani 35% Animisti 5%
- Altre città: Ife, Ileshe, Ede

## Aree a governo locale
Lo stato è suddiviso in trenta aree a governo locale (local government area):
- Aiyedaade
- Aiyedire
- Atakunmosa East
- Atakunmosa West
- Boluwaduro
- Boripe
- Ede North
- Ede South
- Egbedore
- Ejigbo
- Ife Central
- Ife East
- Ife North
- Ife South
- Ifedayo
- Ifelodun
- Ila
- Ilesa East
- Ilesa West
- Irepodun
- Irewole
- Isokan
- Iwo
- Obokun
- Odo Otin
- Ola Oluwa
- Olorunda
- Oriade
- Orolu
- Osogbo